# Boudou (comuna)
 Boudou  es una comuna y población de Francia, en la región de Mediodía-Pirineos, departamento de Tarn y Garona, en el distrito de Castelsarrasin y cantón de Moissac-1. No está integrada en ninguna Communauté de communes u organismo similar.

## Galería

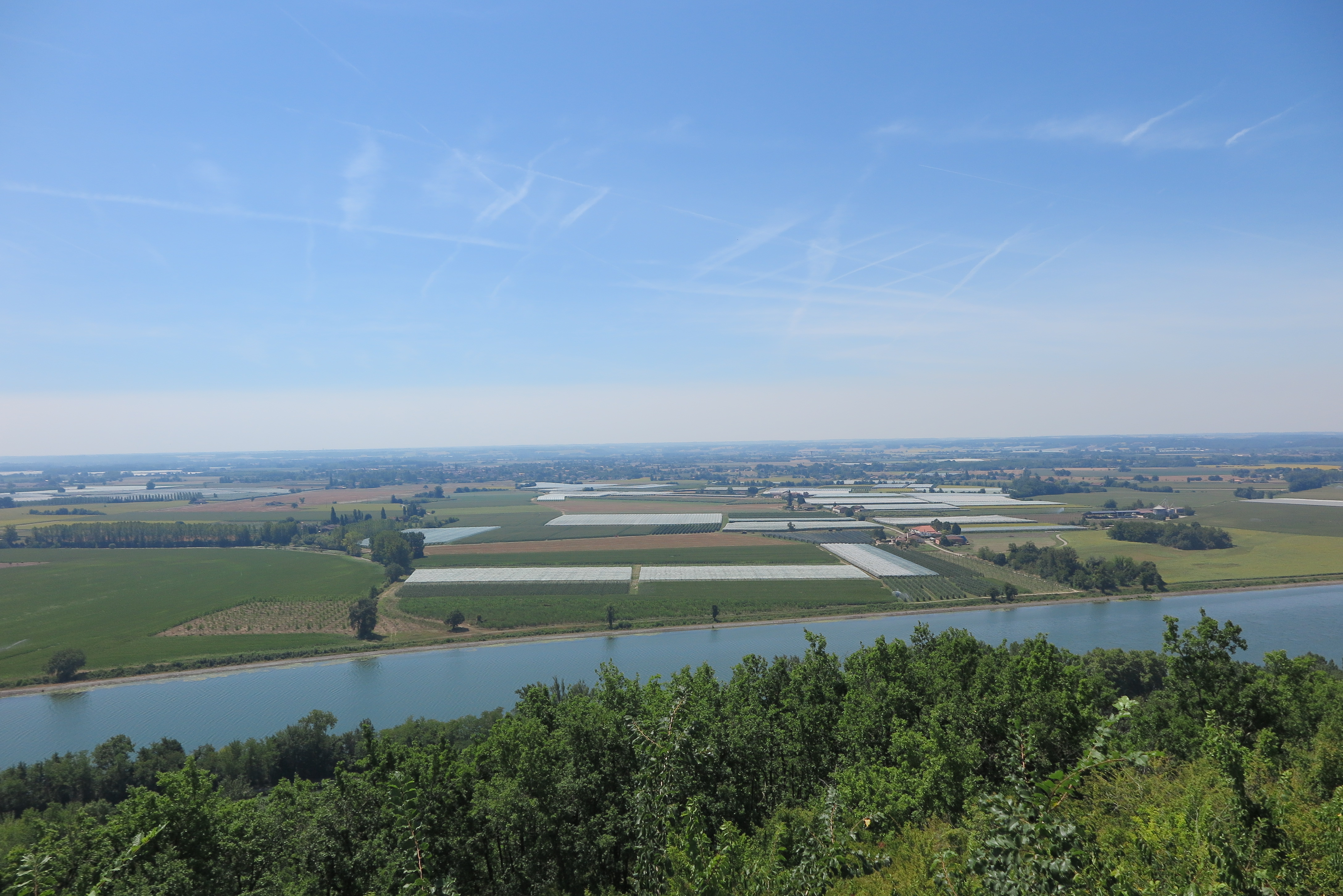
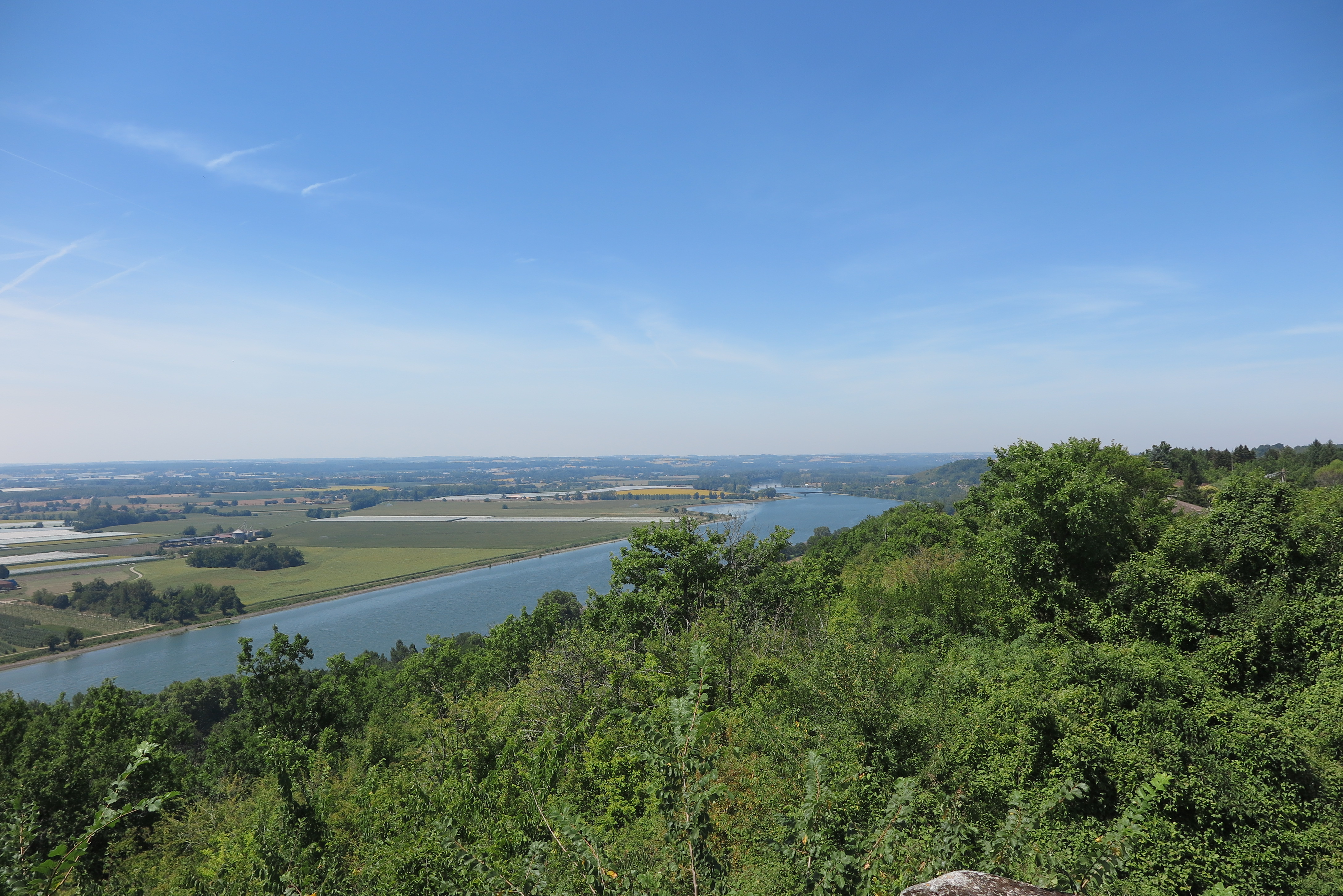
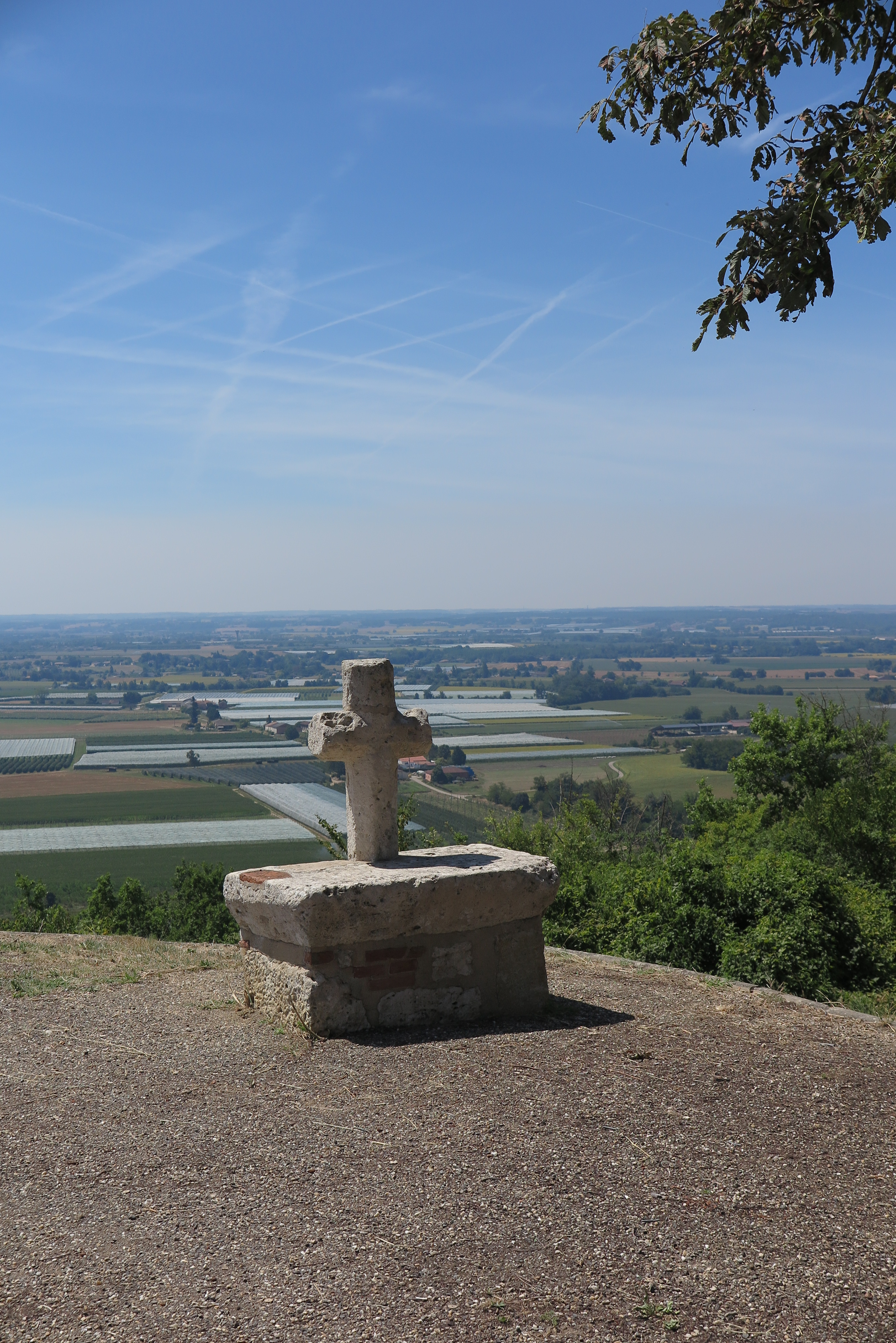
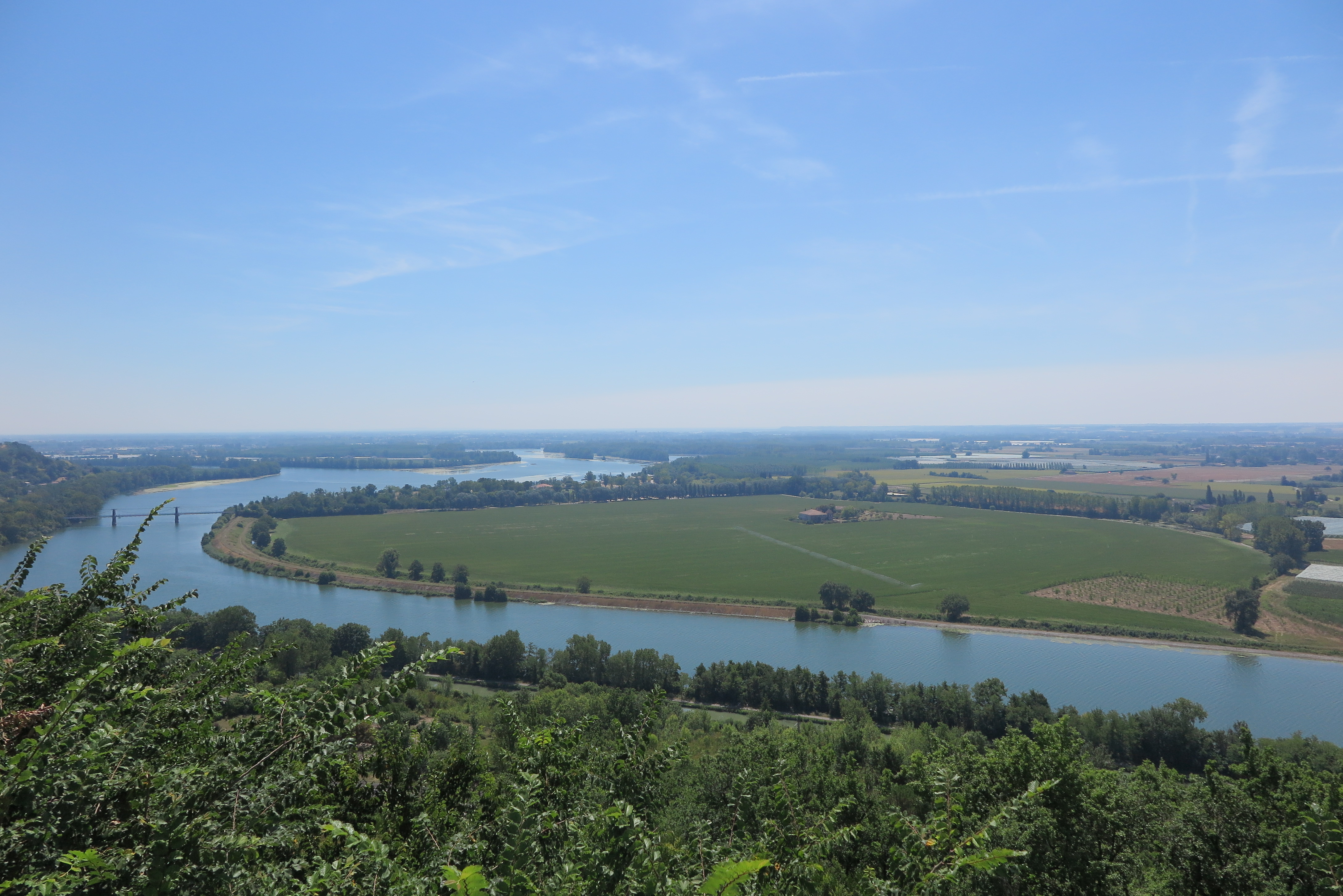

## Demografía
| 551 | 514 | 461 | 489 | 540 | 575 |
| Para los censos de 1962 a 1999 la población legal corresponde a la población sin duplicidades (Fuente: INSEE [Consultar]) |     |     |     |     |     |